# Panie i panowie
Panie i panowie (wł. Signore & signori) – włosko-francuski film komediowy z 1966 roku w reżyserii Pietro Germiego.
Obraz zdobył Złotą Palmę na 19. MFF w Cannes (ex aequo z Kobietą i mężczyzną Claude'a Leloucha).

## Obsada
- Virna Lisi jako Milena Zulian
- Gastone Moschin jako Osvaldo Bisigato
- Nora Ricci jako Gilda Bisigato
- Alberto Lionello jako Toni Gasparini
- Olga Villi jako Ippolita Gasparini
- Franco Fabrizi jako Lino Bebedetti
- Beba Lončar jako Noemi Castellan
- Gigi Ballista jako kasztelan Giancinato
- Virgilio Gazzolo jako redaktor gazety
- Quinto Parmeggiani jako Giovanni Soligo
- Virgilio Scapin jako Don Schiavon

## Produkcja
Zdjęcia kręcono we Włoszech w następujących lokacjach według prowincji:
- prowincja Pordenone (Polcenigo);
- prowincja Treviso (Treviso, Conegliano, Istrana, Roncade);
- prowincja Wenecja (Jesolo)[1].